# علی نادری (بازیکن فوتبال ساحلی)
علی نادری (زاده ۱۰ اردیبهشت ۱۳۵۹)بازیکن و کاپیتان پیشین و سرمربی کنونی تیم ملی فوتبال ساحلی ایران است.
وی با تیم ملی فوتبال ساحلی یک بار قهرمان مسابقات جام بین قاره‌ای که در کشور امارات برگزار می‌شود شده‌است.
نادری   همچنین قهرمان مسابقات جام ملت‌های آسیا و مقدماتی جام جهانی امارات ۲۰۲۳ در کشور تایلند شده‌است. علی نادری سال ۱۴۰۱ و ۱۴۰۲ با رأی مردم به‌عنوان برترین سرمربی ایران انتخاب شد. وی در جام جهانی ۲۰۲۴ امارات همراه با تیم ملی فوتبال ساحلی مقام سوم جهان را کسب کرد.علی نادری با تیم ملی قهرمان مسابقات جام ملتهای آسیا ۲۰۲۵ شد و به جام جهانی سیشل آفریقا راه یافت

## افتخارات

### فردی
- بهترین مربی ورزش ایران در سال ۱۴۰۱ [۶]